# Gendarmerie laotienne
La gendarmerie laotienne (ou gendarmerie royale) est une force paramilitaire du royaume du Laos mise sur pied pendant la période du protectorat français. Dissoute en 1950, elle est recréée en 1951 sous le nom de gendarmerie royale et fusionnée en 1955 dans la police royale laotienne (en).

## Historique
La Gendarmerie laotienne est mise sur pied en mai 1946 sous le nom de Garde nationale du Laos, formé uniquement de personnels laotiens, souvent issus de l'ancienne Garde indochinoise, mais encadrés par des gendarmes français. En 1947, forte de 1 000 hommes, la garde nationale prend le nom de gendarmerie laotienne (lao : Kong Truat Lao). Officiellement rattachée au ministre de l'intérieur laotien, la gendarmerie est de fait sous contrôle français.
Elle est dissoute en mars 1950 lors de la formation de l'Armée nationale laotienne puis recréée sous le nom de gendarmerie royale par ordonnance du 13 février 1951. Elle compte trois compagnies, une par province, à Luang Prabang, Vientiane et Paksé. Son effectif prévu est de 1 250 personnes mais son effectif réel est inférieur. Fin 1955, elle ne compte que 540 personnes.
En septembre 1955, un progrès d'assistance américain prévoit la fusion des forces de police laotiennes dans la Tamrousat, ou police nationale laotienne. Ordonnée par le roi en novembre 1955, la fusion n'est effective qu'après plusieurs mois et deux ordonnances royales datées du 17 janvier 1957 déclarent rétrospectivement la fusion effectuée à la date du 1er janvier 1956.